# Ronto
Un ronto es una especie animal de la franquicia de ciencia ficción Star Wars que aparece en las películas La amenaza fantasma y la edición especial de Una nueva esperanza.
Los rontos son criaturas cuadrúpedas que alcanzan los seis metros de altura y poseen cuellos musculosos y ligeramente largos. Suelen ser usados como bestias de carga y monta en su planeta nativo, Tatooine, donde se encuentran en muchas ciudades como Mos Espa y Mos Eisley.
Los jawas han sacado mucha ventaja de estas bestias y por lo general todo clan jawa tiene más de uno de estos.